# Salinita

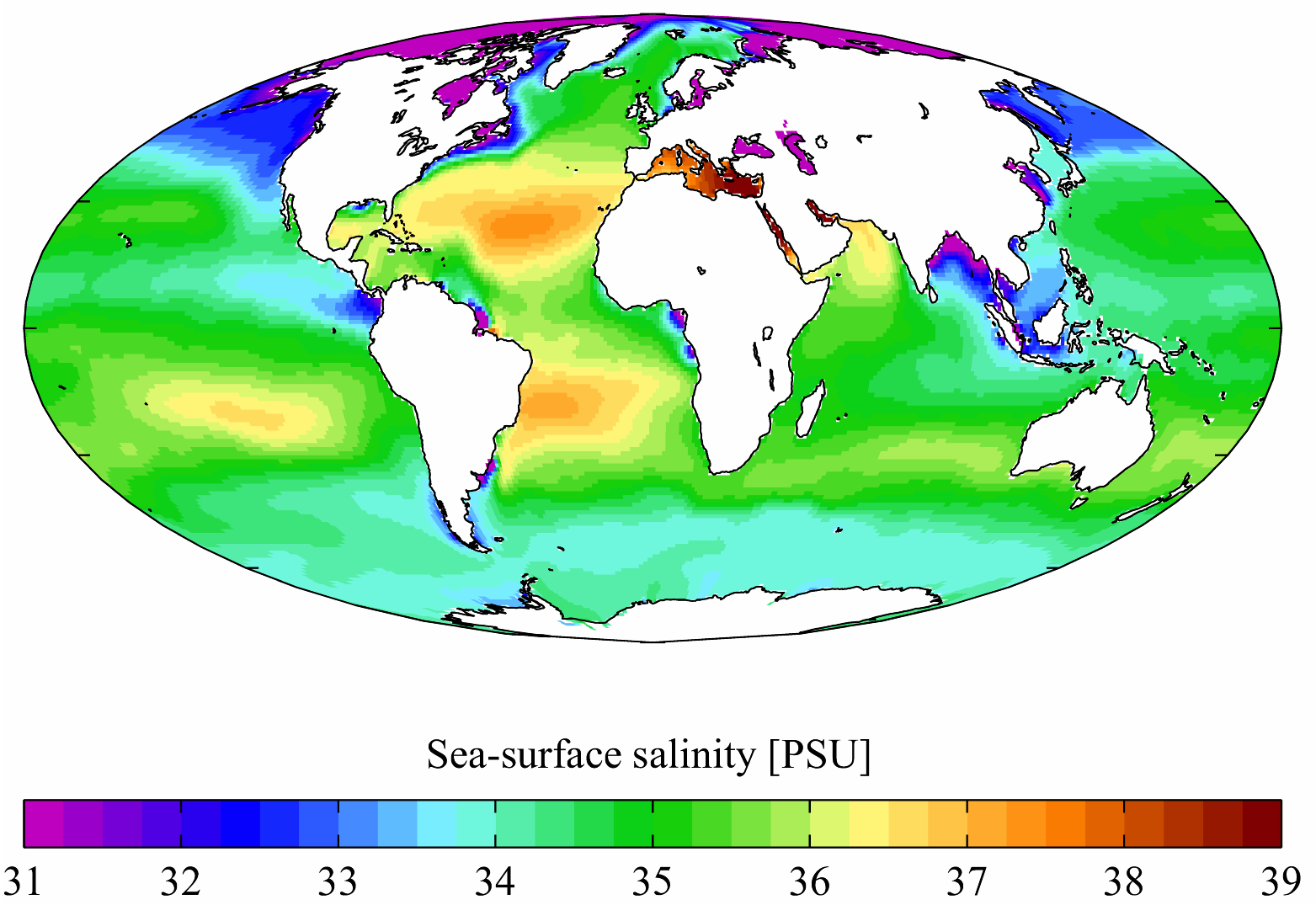
Mapa povrchové salinity vody světového oceánu

Slanost (salinita) označuje obecně podíl minerálních látek (solí) rozpuštěných v roztoku (obvykle ve vodě). Ve smyslu fyzikální veličiny se nejčastěji jedná o hmotnostní koncentraci (udávanou zpravidla v gramech na litr) nebo o hmotnostní zlomek (udávaný zpravidla v promile – ‰, někdy vyjadřovaných jako g/kg).
Obvykle se slaností myslí celková koncentrace minerálních látek v mořské vodě, příp. ve velkých jezerech jako např. Kaspické moře. Největší podíl mezi látkami rozpuštěnými v této vodě má chlorid sodný.
Slanost vody má vliv na snížený bod tuhnutí, který u běžné mořské vody může činit okolo −1,8 stupňů Celsia.

## Příklad výpočtu

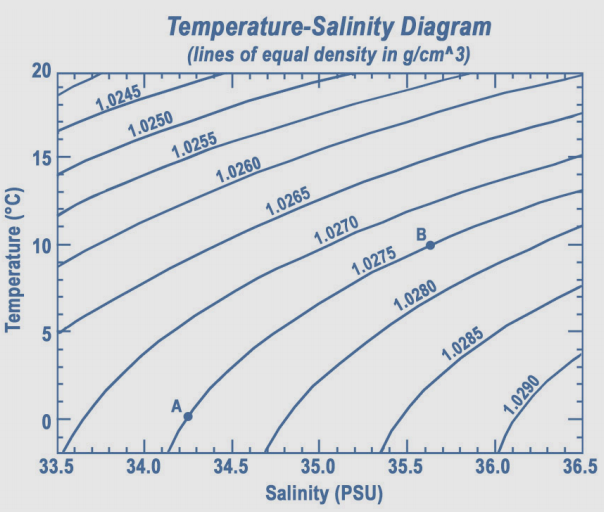
Graf vyjadřující vztah mezi teplotou, salinitou a hustotou mořské vody

- Je-li slanost mořské vody 36 g/l, znamená to, že v každém litru roztoku je rozpuštěno 36 gramů soli.
- Je-li slanost mořské vody 35 ‰, znamená to, že v každém kilogramu roztoku je rozpuštěno 35 gramů soli.

Obě jednotky jsou pro vodné roztoky s nízkou salinitou velmi blízké, neboť hustota takových roztoků je blízká 1000 g/l. Je-li průměrná hustota mořské vody při hladině 1025 g/l, odpovídá její salinitě vyjádřené hmotnostním zlomkem 35 ‰ hodnota vyjádřená koncentrací 35,875 g/l.

## Salinita mořské vody
Mořská sůl je tvořena chloridem sodným přibližně ze 70 %. Slanost mořské vody není všude stejná, zejména mezi vnitřními moři jsou značné rozdíly. Salinita je ovlivněna následujícími faktory:
- výpar
- srážky
- přítok vody z řek
- přítok vody tajících ledovců
- cirkulace mořské vody

Obecně platí, že subtropická moře v oblasti obratníků jsou slanější než polární, a to z důvodu vyššího výparu, menšího přítoku sladké vody z řek atd. Nejvyšší slanost má Rudé moře (42 ‰), které má relativně málo říčních přítoků, omezený kontakt s oceánem a vysoký výpar. Pro srovnání, slanost Mrtvého moře (které je vlastně bezodtokým jezerem) je asi 330 ‰.
Nejnižší salinita je v Baltském moři, zejména v Botnickém zálivu. Důvodem pro tento fakt je nízký výpar, omezený styk s oceánem a významné říční přítoky.
Průměrná salinita mořské vody je asi 36 ‰. Smíšená mořskoříční voda s nízkou salinitou se označuje jako brakická voda.
Salinita nejen že je ovlivňována cirkulací mořské vody (mořské proudy přivádějí slanější nebo méně slanou vodu), ale sama o sobě se podílí na mořském proudění – slaná voda je totiž těžší, a proto se tlačí ke dnu, odkud vytlačuje lehčí sladší vodu vzhůru. Významný je tento proud například v Gibraltarském průlivu, kde po dně vtéká slanější voda (přestože je teplejší) směrem do Atlantského oceánu, zatímco nad ní se valí obrovské masy méně slané vody opačným směrem, protože hladina Středozemního moře je nižší. Slanost mořské vody se vyznačuje na speciálních mapách pomocí izohalin, čar, které spojují místa se stejnou salinitou.
Podíl soli v některých mořích:
- Rudé moře – 42 g/l
- Středozemní moře – 38 g/l
- Černé moře – 19 g/l
- Baltské moře – 4 g/l

## Salinitní mapy
Jedná se o mapy vyznačující obsah soli v mořích a oceánech na barevné škále, vyznačující obsah soli na povrchu vody. Salinitní mapy se hojně využívají i u zkoumání půdy. Mapa je důležitým nástrojem pro identifikaci půd zasažených solí, kde by měly být přijaty udržitelné postupy hospodaření k zastavení dalšího zasolování.

### Historie
První salinitní mapa byla vytvořena přístrojem Aquarius družicí SAC-D/Aquarius v září roku 2011. Měřením salinity v oceánech se ale zabývaly některé družice již dříve, např. družice NASA nebo evropská družice Soil Moisture and Ocean Salinity (SMOS).

### Využití
Mezi pevninou a oceánem dochází neustále k výměně vody, a to hlavně prostřednictvím kondenzace a srážek. Slanost vody má vliv na její hustotu a hlavně schopnost se vypařovat. Slanost vody má vliv na rychlost povrchových větrů a na teplotu. Vodou se zasolují i orné půdy, kde měření může pomoci předpovědět, kde k zasolení ornice může dojít a případně tomu zabránit.

### Měření
K měření salinity se používají moderní přístroje na palubě družic MIRAS technologií známou jako aperturní syntéza nebo interferometrie. Pomocí antén na několika ramenech vysílá mikrovlny, díky kterým měří slanost vody. Aqarius mapuje slanost oceánu pomocí několika radiometrů a je vybaven třemi pasivními mikrovlnnými radiometry, které detekují elektromagnetické emise přicházející z hladiny oceánu.